# Art équitable
L'art équitable est un mouvement de l'art contemporain apparu dans les années 2000 qui dénonce la marchandisation de l'art en proposant un rapport équitable entre l'artiste et son public. L'art est moins défini par les propriétés esthétiques des objets ou des œuvres que par la relation entre artiste et public. L'art équitable s'inscrit dans plusieurs domaines de l'art conceptuel, principalement les installations et les performances conceptuelles.

## Origines
Les prémices de l'art équitable apparaissent le 23 mars 2002 lorsqu'un collectif d'artistes intitulé "Antidollar" met en scène à Clermont-Ferrand (France) une performance publique consistant à recueillir des dons en nourriture de la part du public. Cette performance intitulée "la nuit du frigo" avait pour objectif, selon ce collectif, d'être une "métaphore de la problématique essentielle du créateur non dollaro-dépendant qui doit remplir son frigo dans un système de plus en plus libéral".
L'artiste Patrice Robin, qui faisait partie du collectif Antidollar à cette époque, réalisera ensuite la première exposition d'art équitable, Les jours et les nuits du frigo, à Sète en janvier 2004. C'est à cette occasion que l'expression art équitable apparaît. 
La performance réalisée en 2004 par Patrice Robin diffère quelque peu de celle de 2002. Si en 2002 le collectif "Antidollar" recueillait seulement des dons en nourriture auprès du public, la performance de 2004 consistait véritablement en un échange d'œuvres d'art, à savoir des dessins de l'artiste Patrice Robin, contre de la nourriture, à savoir des poulets, des dorades et des salades.
Il semblerait que l'expression art équitable vienne du fait que certaines personnes auraient proposé à Patrice Robin d'échanger lors de cette performance des dessins contre du café équitable, ce qui n'était pas initialement prévu mais a été accepté par l'artiste, donnant naissance ainsi à l'expression art équitable.

## Les préoccupations
L'art équitable trouve sa source dans la notion de commerce équitable, mais il questionne également le statut de l'œuvre d'art dans un système économique libéral dominé par la mondialisation. Comme dans le commerce équitable, l'idée est d'arriver à une plus grande équité entre acheteurs et vendeurs. L'art équitable propose ainsi une nouvelle relation entre l'artiste et son public, basée moins sur la loi de l'offre et de la demande que sur l'échange entre œuvre d'art et produits de première nécessité. 
L'art équitable permet ainsi à l'artiste de vivre de son travail en-dehors de toute forme de marchandisation, mais il permet aussi de rendre aisément accessibles au public des œuvres d'art.
En cela, l'art équitable apparaît à la fois comme une démarche artistique et un engagement citoyen.

## Citations
« Nous sommes dans un système de plus en plus libéral où l'argent est roi. L'art n'est pas une valeur marchande et pourtant l'artiste qui, avant d'être un témoin de son temps, est dans son temps, doit aussi manger. Comment ne pas être dépendant de l'argent pour manger, tout le problème est là.  »
— Patrice Robin, L'étonnant troc de Patrice Robin, 8 janvier 2004

## Les artistes
De nombreux artistes ont pratiqué de tout temps l'art équitable, échangeant parfois leurs œuvres d'art contre des produits de première nécessité, de la nourriture ou des objets divers et variés. Mais le troc était alors conçu comme un pis-aller, et non pas comme une démarche artistique.
À ce jour, le seul artiste équitable reconnu est Patrice Robin.